# Capilla de San Blas (Catedral de Toledo)

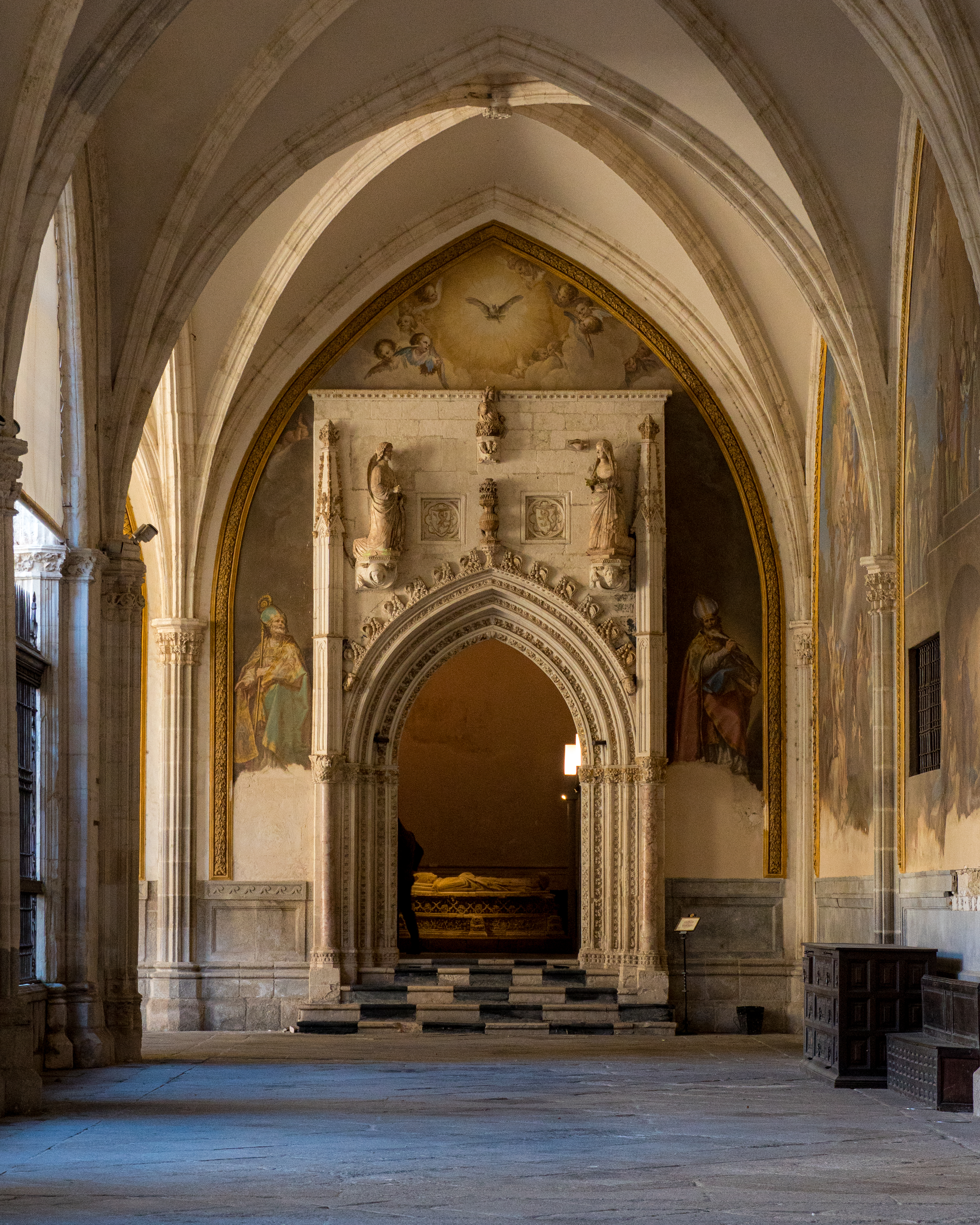
Puerta de entrada a la capilla de San Blas.

La capilla de San Blas es una capilla en honor al santo Blas de Sebaste que se encuentra en la planta baja de la catedral de Toledo y su bóveda en ochavo sobre planta cuadrada llama la atención sobre su final destino funerario. La percepción que de la misma se ofrecía la hizo parecer disociada del claustro, aunque los elementos arquitectónicos y su estructura interna la convierten en parte inseparable de éste, como lo demuestra que carece de acceso exterior directo.
Su construcción no está datada con claridad. De los libros de cuentas se sabe a ciencia cierta que en otoño de 1398 se trabajaba sobre la bóveda y a finales del mismo año se construía la armadura. El cerramiento de los muros debió concluir poco antes de la muerte del arzobispo Pedro Tenorio. Otros documentos, sin embargo, fijan una fecha, por aproximación, de finales de 1397, cuando Pedro Tenorio había otorgado la escritura de fundación. La tercera hipótesis apunta a que la construcción se inició al tiempo del claustro, en 1389. La finalización sí que está datada con precisión: el 10 de mayo de 1399, sólo diez días antes de ser enterrado el fundador.

## Descripción

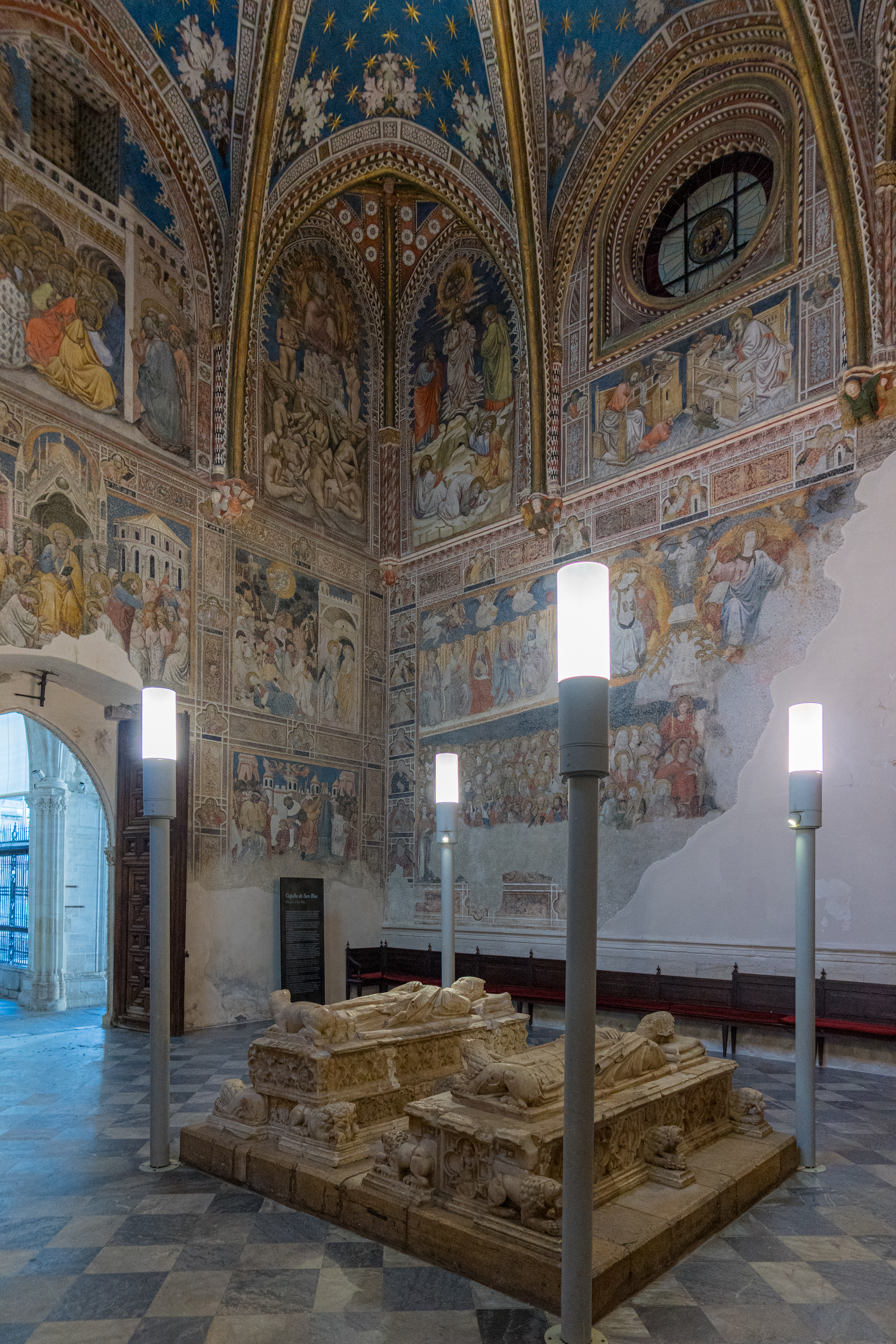
Vista general de la capilla con los dos sepulcros en el centro.

Se accede por una portada gótica, adornada de follajes, crestería y rematada por un jarrón sobre la clave del arco. Sobre el mismo hay una escena escultórica de la Anunciación, cuyas figuras tienen un tamaño casi idéntico al natural con el Padre Eterno y el Espíritu Santo, este último representado en pintura. El portón es de madera de nogal desde donde se baja a la capilla sobria, situada siete metros por debajo de la línea de la calle. En el interior se aprecia la bóveda octogonal de once metros de alto con capiteles profusamente ornamentados de cabezas. La razón por la cual está situada en una cota tan por debajo de la línea de calle fue la pesadez de la estructura que se apreciaba al ir rematando la obra. El arzobispo Pedro Tenorio, —cuya vida duró tan sólo unos meses después de acabada la obra—, ordenó que se bajara el nivel del pavimento para evitar esa imagen estética que no le gustaba, consiguiendo así una mayor altura de la capilla.

Que la dicha capilla que era baxa en ala e que congenia más afondarse porque commo deuía a respondiese el alta con el anchura por ende el dicho arçobispo mandó que fiziese afondar la dicha capilla tanto quanto el suelo por ende.

La utilidad de la capilla y al santo que debía ir consagrada se fijó en la fundación escriturada de 9 de noviembre de 1397, Statutum Cappelle Santi Blasii y en el testamento del arzobispo Tenorio otorgado poco antes de morir en 1399 en Alcalá de Henares. Básicamente determinó las rentas que se aportaban para el sostenimiento de la capilla, la obligación de que el Cabildo catedralicio se hiciera cargo de la gestión nombrando a seis capellanes para el cumplimiento de las misas y memorias y, por supuesto, el entierro del arzobispo.
En el centro de la sala se encuentran dos sepulturas de mármol blanco con figuras yacentes, la del arzobispo Pedro Tenorio, y a su lado el sepulcro de Vicente Arias Balboa obispo de Plasencia, su secretario y sobrino, ambas atribuidas al escultor Fernando González y fechadas cerca de 1399. Los sarcófagos están colocados sobre figuras de leones y alrededor, en los lados laterales se encuentran grabados bajo arcos lobulados personajes de santos, una diferencia que se observa entre ambos, es que la sepultura correspondiente a Pedro Tenorio se encuentra a una altura del suelo algo superior que la de su sobrino.

## Iconografía de la Capilla de San Blas

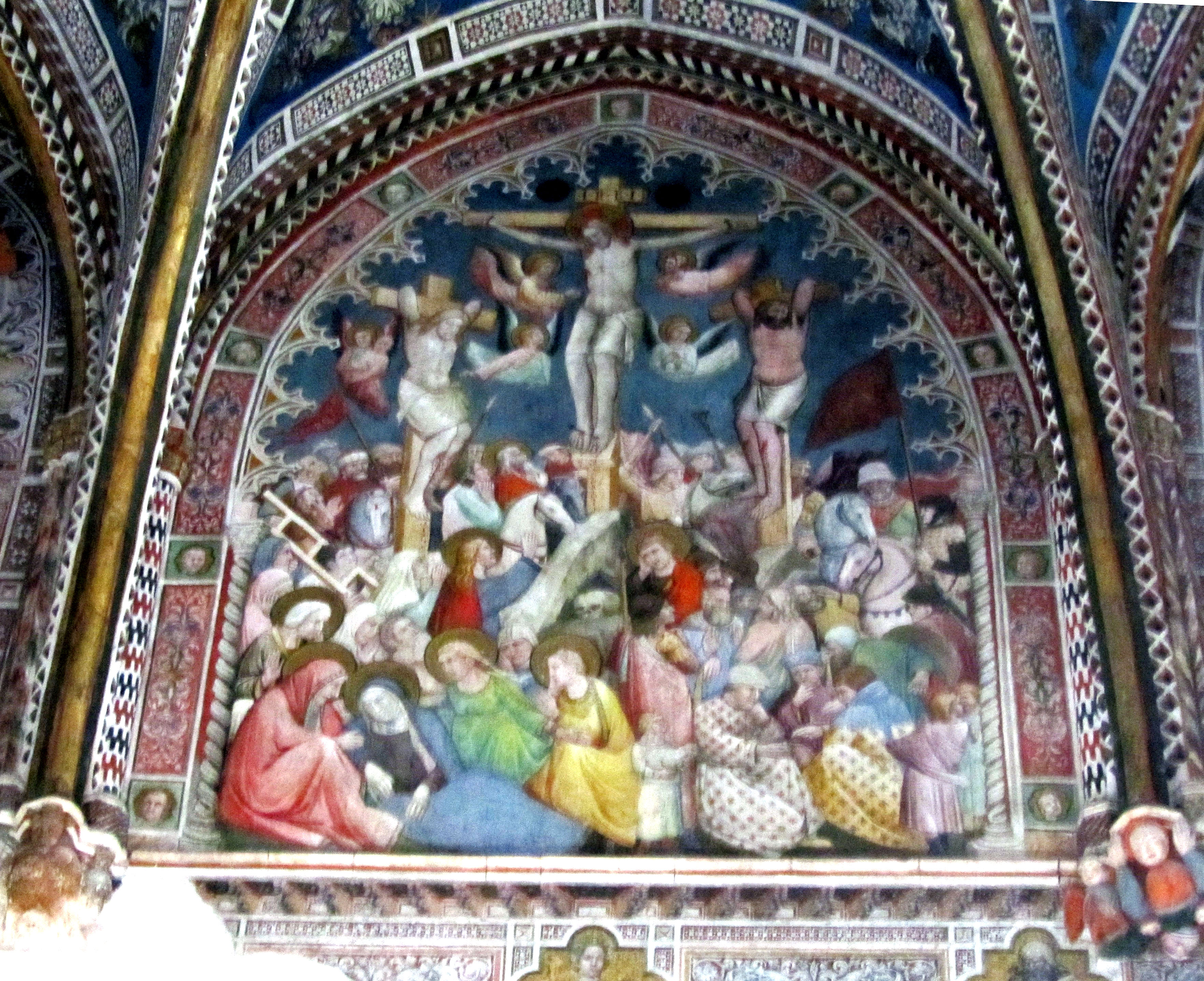
Crucifixión que preside la capilla.

La autoría de las pinturas de la Capilla de San Blas es discutida. La primera referencia al autor o autores la realizó Eugenio Narbona en 1624, atribuyéndolas al maestro italiano «Ioto Griego». Consta la presencia bastante cierta de autores florentinos como Gherardo Starnina y Nicolás de Antonio. En el caso de Starnina se sabe de su presencia en Toledo y en Valencia, así como las coincidencias con otra obras en homenaje a San Blas en Florencia. Antonio Veneciano es reconocible en la Crucifixión por su destacado colorismo, pero también está presente la mano de Starnina que se parece a la documentada obra del mismo autor en Valencia, en el retablo de Bonifacio Ferrer. En cualquier caso, la presencia de al menos tres maestros florentinos es plenamente aceptada.
Frente a la entrada de la capilla se encuentra la Crucifixión, basada muy probablemente en la obra de Antonio Veneciano que se conserva en el Museo Nazionale di San Mateo de Pisa, en Italia. Con esta representación comienza un ciclo sobre el Credo en catorce escenas que ocupan la parte superior de las paredes desde la cornisa y que puede seguirse en el sentido de las agujas del reloj comenzando por el lado oeste con las imágenes de San Juan y San Lucas leyendo y escribiendo (los Evangelios). Así, se puede leer en esta escena «In Principio Erat Verbum». Continúa la Anunciación que preside la imagen de Dios omnipotente y padre, la Virgen María en sus aposentos y el Arcángel San Gabriel. La escena destaca por la profundidad y la atención preciosista al detalle. Continuando con el recorrido visual, a ambos lados de la mencionada Crucifixión en la cara norte se encuentra la Adoración y Jesús ante Caifás en el lado izquierdo, y escenas del Santo Entierro y el Descenso en el derecho. En la cara este sólo es parcialmente apreciable la Ascensión, aunque la escena completa incluía a los otros dos evangelistas, San Marcos y San Mateo. Termina el recorrido en el muro sur con Jesús sentado a la derecha de Dios Padre, escenas del Juicio Final, el Pentecostés y la Resurrección de los muertos. Al final se termina donde se empezó, en la cara oeste, con la Transfiguración en el Monte Tabor.

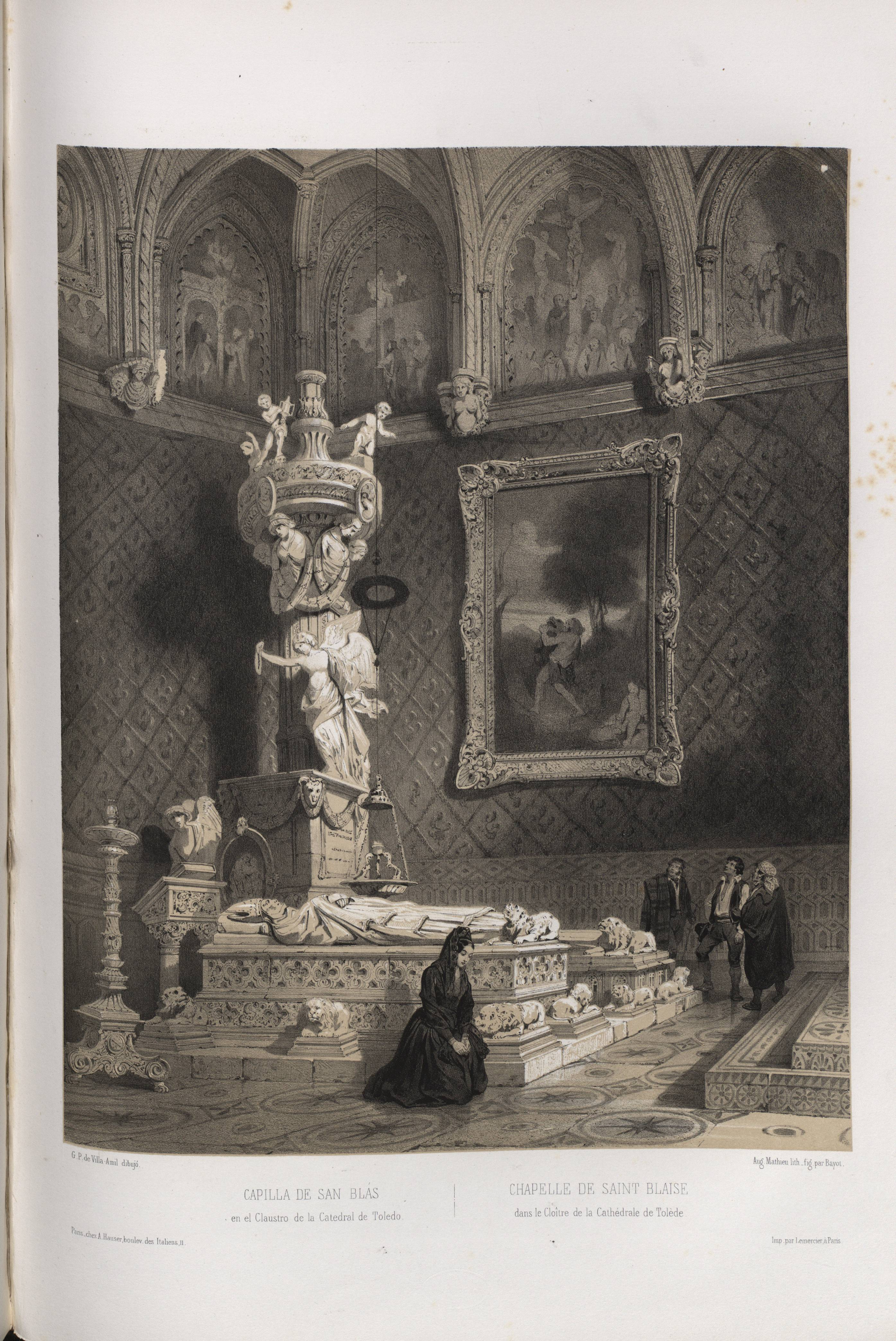
La capilla en el tercer volumen de España artística y monumental (1850). Dibujo de Jenaro Pérez Villaamil.

Desde la cornisa hasta el suelo se encuentra una historia del Juicio Final en el lado oeste, historias de santos en el lado norte (sólo se conserva una de San Antonio Abad bastante completa y alguna imagen de San Blas), en la cara sur escenas de San Pedro curando enfermos y otra ocupando lo que podría ser el trono Papal, la conversión de San Pablo y la representación del martirio de ambos santos: la decapitación de San Pablo y la crucifixión de San Pedro.

## Restauración

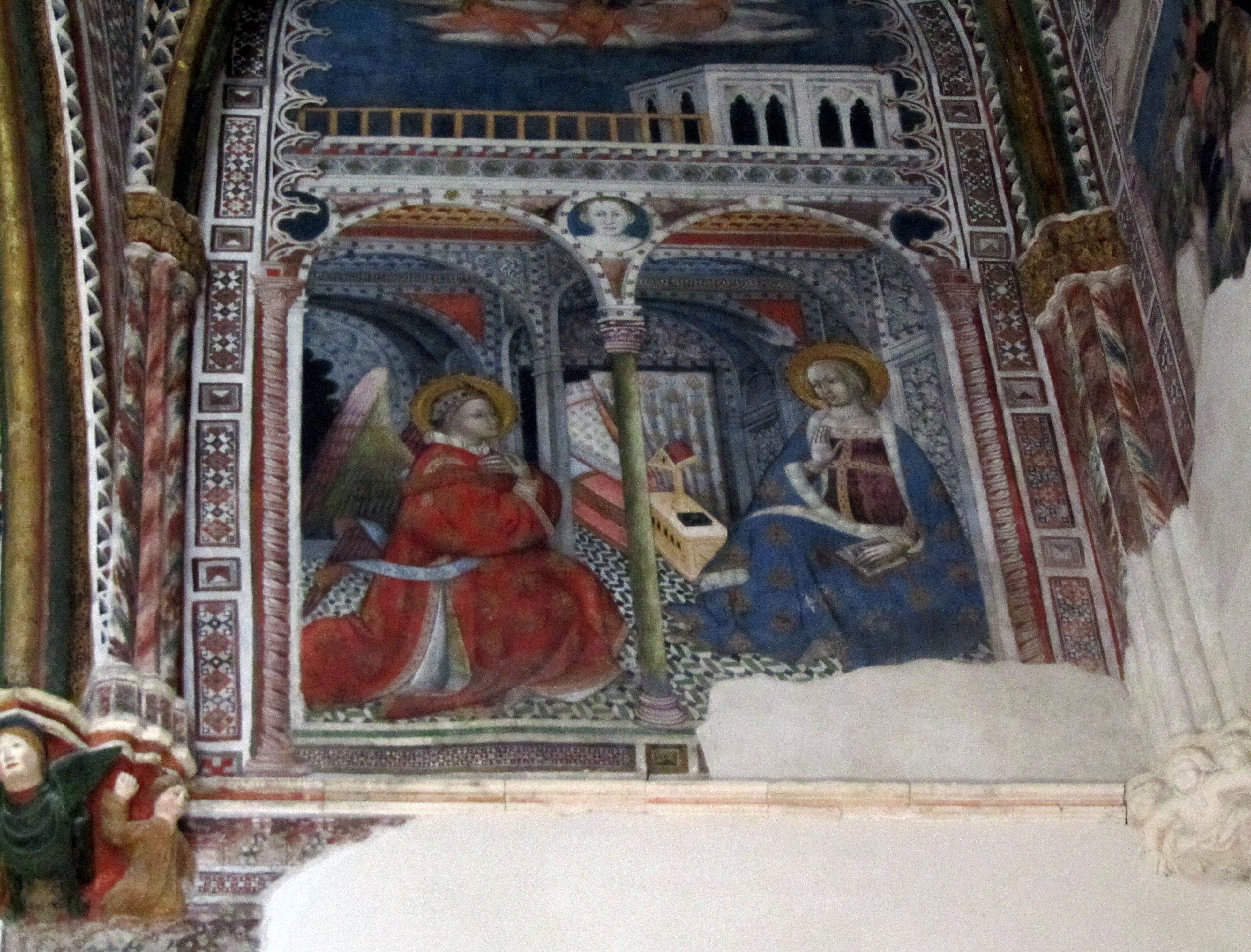
Anunciación otro de los frescos importantes de la capilla, después de su restauración.

La situación de la capilla —siete metros bajo el nivel de la calle— ha favorecido que a lo largo de los años la humedad la haya ido estropeando. La primera restauración por este motivo, se realizó el año 1403, según los archivos de la catedral, procediéndose a empedrar un corral situado al lado de la capilla y canalizar las aguas a través del claustro hasta llegar a la calle.
Entre los siglos XV y XVI consta el repintado llevado a cabo por varios artistas, incluso se realizaron tres retablos a finales del siglo XVI para colocar en la pared oriental a fin de ocultar las pérdidas de las pinturas murales en esa sección. Todo ello, unido a la falta de recursos económicos hizo que el 3 de septiembre de 1685 se cerrara y se suspendieran las actividades en esta capilla. La apertura se volvió a realizar por mandato del cardenal Luis Manuel Fernández Portocarrero. Otra restauración importante se realizó en 1720, cuando se blanquearon y se repicó completamente los muros hasta la cornisa y se repintaron las pinturas de la parte superior. Este trabajo se encargó al pintor Francisco Rodríguez de Toledo.
En una limpieza realizada en 1924 se quitó los encalados inferiores, apareciendo restos de las antiguas pinturas murales, a pesar de las sucesivas intervenciones de repintado y clausura de la capilla durante años, solo se logró que muchas de sus pinturas desaparecieran.
La conservación de las obras pictóricas era muy deficiente. Las que se encontraban en la parte superior de la cornisa mantenían todavía la frescura de su época aunque deterioradas parcialmente por los dos grandes problemas que había tenido la capilla: la humedad, endémica desde sus inicios, y las deficientes restauraciones. La parte inferior se encontraba en peor estado, y muchas escenas habían desaparecido. A comienzos del siglo XXI se realizó una profunda restauración de esta capilla que consolidó las pinturas y volvió todo su colorido y esplendor original, a excepción de algunos fragmentos que estaban todos borrados, y por tanto, no se pudieron recuperar.